# Graafschap West-Frisia

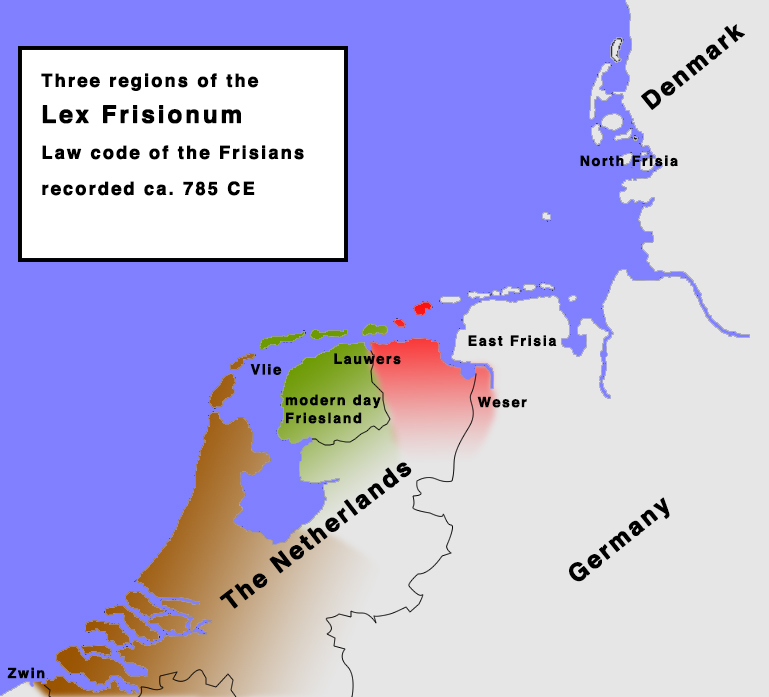
Woongebied van de 'westelijke Friezen' volgens de Lex Frisionum (ca. 790)

West-Frisia is de naam waarmee geschiedschrijvers het gebied aanduiden dat na de Frankische verovering van het Friese rijk in de 8e eeuw (Fries-Frankische oorlogen, ca. 600 – 793) werd bestuurd door graven en onder meer bestond uit de gebieden Texel, Wieringen, Medemblik en Kennemerland, Rijnland, de Maasmonding, Schouwen en Walcheren. De bevolking werd als (westelijke) Friezen geduid, een verzamelnaam voor nauw aan elkaar verwante Germaanse stammen.

## Omvang
Het gebied van de graven bestond aanvankelijk uit niet meer dan twee losse West-Friese gebieden (Kennemerland en Rijnland). Omstreeks 1018 voegde Dirk III daaraan toe Neder-Maasland, een grotendeels uit moerassige en zilte gronden bestaand gebied waar de Maas en Merwede samenvloeien. Deze uitbreiding ging ten koste van het bisdom Utrecht.
Het graafschap behoorde staatkundig gezien vanaf 962 bij het Heilige Roomse Rijk en viel daarbinnen onder het Hertogdom Neder-Lotharingen. Als zodanig waren de graven van West-Frisia leenmannen van de Rooms-Duitse koningen en keizers, met de Neder-Lotharingse hertog als een soort tussenpersoon met militaire en juridische taken zoals verdediging van de grens met West-Francië, later Frankrijk. In de loop van de tijd is de zuidelijke begrenzing van Frisia geleidelijk naar het noorden opgeschoven.

## Naamswijziging
Op het eind van de elfde eeuw veranderde de naam van het graafschap. In het jaar 1101 liet graaf Floris II zich voor het eerst formeel comes de Hollant ('graaf van Holland') noemen. Er zijn aanwijzingen dat die naam toen al enkele decennia in gebruik was. Het noordoostelijke deel van het graafschap, waar de graven van oudsher weinig feitelijke macht hadden, behield de naam West-Friesland.